# 第一次世界大戰中的香港

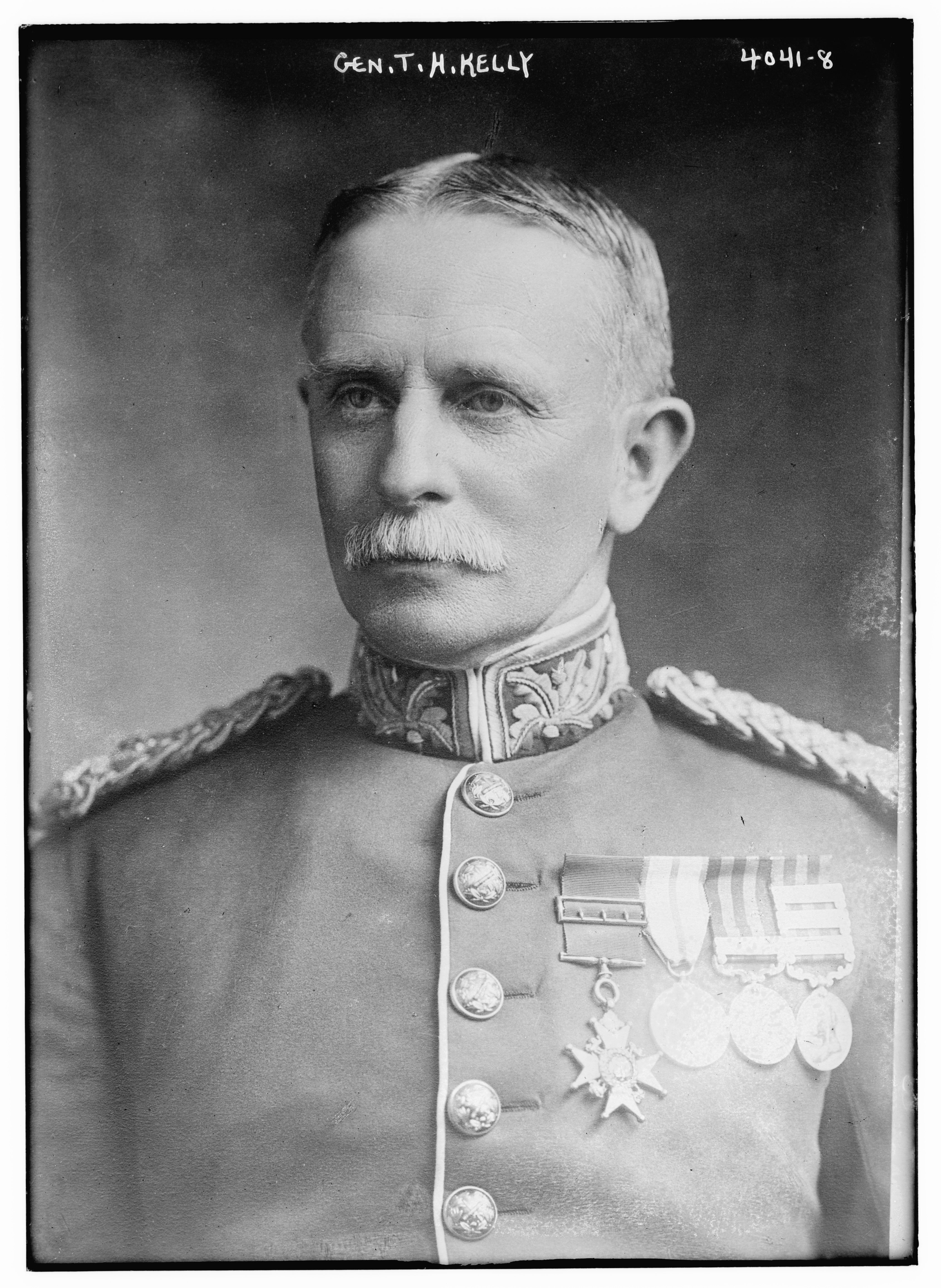
1913年－1915年英國駐軍司令凱利少將

在第一次世界大戰（1914年－1918年）期間英屬香港沒有受到攻擊，德國海軍的東亞分艦隊是香港最大的外來軍事威脅，但是該艦隊在1914年12月已被英國海軍殲滅，不過持續數年的戰事導致駐港英軍被大量抽調離開，引致香港防守空虛，促成香港政府將香港本地的後備部隊擴充爲香港防衛軍團及在1917年首次實施徵兵制。香港在戰爭期間爲英國提供人力物力的支持。香港華人中，有535人因戰事死亡，當中384人是派往中东战场美索不達米亞戰役的中國勞工旅的一員。戰爭期間，香港華人籍機打入由歐裔主導的行業，例如銀行業和航運業。開戰前夕，香港政府壟斷了鴉片買賣，達至政府總收益的46.5%，香港社會及經濟在第一次世界大戰沒有受到顯著的負面影響，仍然維持繁榮安定。

## 軍事動員

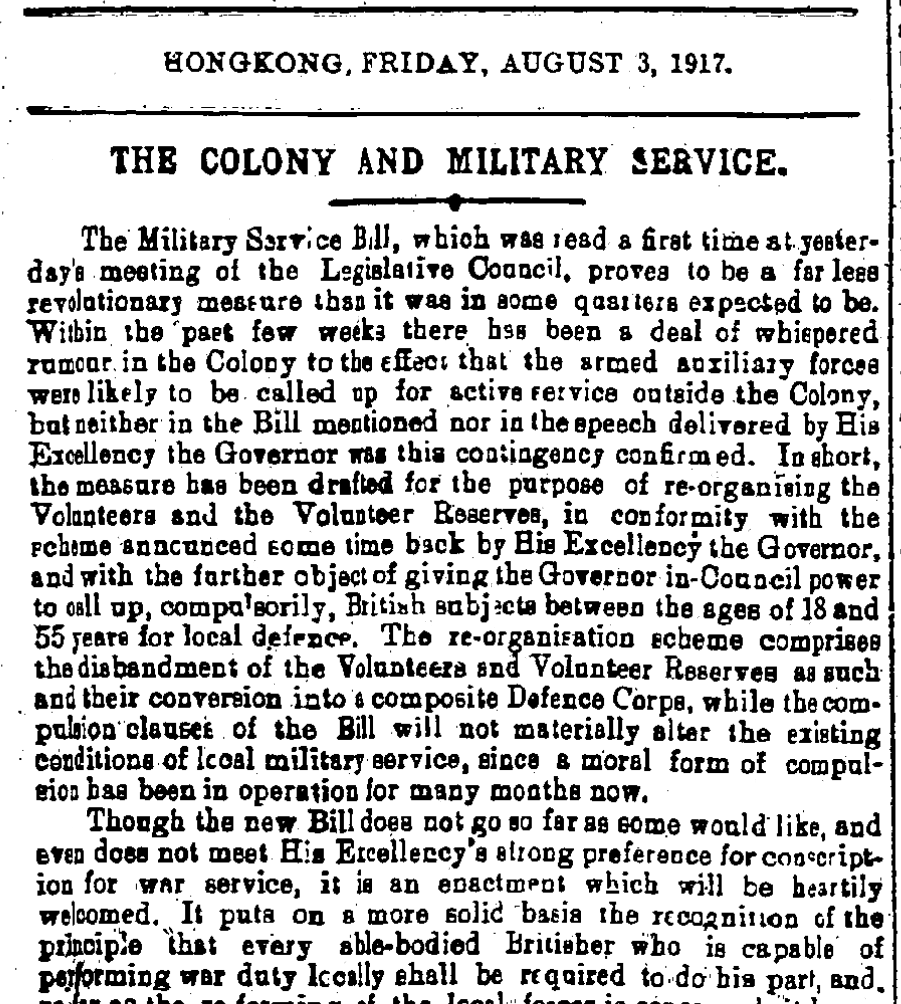
1917年8月3日《士蔑報》報導立法局昨日首次開會討論在香港徵兵，以維持香港的防衛兵力

### 香港守軍
戰時香港總督是梅含理。開戰當時，香港的守軍共有一個駐港英軍步兵營和兩個印軍步兵營，三個步兵營共計約4千人。除此之外，還有幾個海防砲兵單位，以及屬於後備軍的香港炮兵來福槍義勇軍（英語：Hong Kong Artillery and Rifle Volunteer Corps，縮寫：HKARVC），當時約500人自願參加，而海軍則由幾艘驅逐艦和潛艇組成的本地防衛艦隊。守軍由英國駐軍司令凱利少將指揮。香港造船廠亦改裝了三艘商船，成為武裝商船，以保衛港口和海上航道。

### 香港居民服役
一戰在1914年爆發後，防守香港的駐港英軍逐漸被調派到歐洲等地區參加戰事，香港的防務變漸漸得空虛，香港政府呼籲英籍居民參加後備軍。英國在開戰之初盡量抽調現有的英軍部隊參戰，同時鼓勵英國人參軍，未有強制徵兵，可是戰事隨後不斷擴大，而且在1915年進入僵持階段，演變爲持續消耗大量人力物力的持久戰，英國本土於1916年1月實施徵兵制，但沒有規定英國屬土也需要徵兵及參戰。香港政府對於在香港徵兵最初仍是採取觀望的態度，至1916年英法聯軍反攻德軍，雖在激戰中收復小量失地，卻有數十萬人傷亡，戰事顯然不會迅速完結，被抽調到歐洲參戰的英軍部隊更不可能回防香港，香港政府因而積極考慮在香港執行徵兵制，強制居民服兵役。由於當時在香港居住的大部份英國人是商人、專業人士或政府人員，所以戰爭初期的自願服役情況並不理想。至1915年初，只有47名英國人自願服役。1917年，香港炮兵來福槍義勇軍改組爲香港防衛軍團（英語：Hong Kong Defence Corps），同年，香港政府通過《兵役條例》（Military Service Ordinance）實施徵兵制，規定在香港居住的18至55歲英籍男性居民必須服役，以便英國軍方可抽調更多駐港英軍到其他地區參與戰事，不過香港政府基於維持社會正常運作及社會的反對意見，根據《兵役條例》被徵召入伍的居民只需在香港本土的香港防衛軍團服役，也沒有對英籍華裔居民實施徵兵。在兵役規定下，年屆18至44歲的英籍歐裔男性居民每人每月在香港防衛軍團最少服役8日，年屆45至50歲的服役日數減半，51歲或以上者則參加基本訓練。1918年一次大戰終戰時，英籍男性2,157人中有579人在香港以外的地方服役。香港華人亦有參予中國勞工旅，到法國及美索不達米亞戰役協助協約國部隊。

### 香港華工死傷
香港華人居民中，有535人因戰事死亡，當中384人是派往中东战场美索不達米亞戰役的中國勞工旅（英國在華招聘的後勤兵）的一員，他們大多因疾病、暴露於惡劣環境或意外中身亡。「一共有384名香港華工在伊拉克為協約國擔任後勤人員時死亡，他們包括工匠、管工（foreman）、廚師以及翻譯人員，其中皇家工兵死者239人、華人搬運隊（Chinese Porter Corps）55人、港口行政及河道保護處（Port Administration and River Conservancy Department）33人、印度陸軍後勤工程隊27人、英印海軍（Royal Indian Marine）14人、印度鐵路部13人、印軍勞工隊（Indian Labour Corps）3人。」除此之外，至少100名華人在參予英國商船海軍期間因敵人襲擊、疾病或意外身亡。

### 補給港口
香港是戰時東亞最大的港口之一，擁有英國蘇伊士以東最大的乾塢，可維修大型戰艦，更是駐華英軍的總部。1914年7月，英國海軍的中國艦隊奉命到香港聚集。故此，開戰當日，維多利亞港中聚集了前無畏艦「凱旋號」、一艘英國裝甲巡洋艦、一艘法國裝甲巡洋艦和兩艘輕巡洋艦。在港期間，凱旋號因人手不足，從香港駐軍營中調動了士兵到船上服役。在一戰以及協約國武裝干涉俄國內戰期間，香港成為了英國及其盟友的補給港。中國勞工旅亦是由香港港口出發至歐洲和中東。

## 香港受到的威脅

### 德意志帝國海軍
1910年代初期，德意志帝國海軍的東亞分艦隊是香港最大的軍事威脅之一。德國東亞分艦隊是德國最強大的海外分艦隊，擁有兩艘裝甲巡洋艦，火力勝於英軍艦隊。1914年英法聯軍和德軍在歐陸爆發激戰後，香港守軍得悉東亞分艦隊的主要艦艇已離開青島的基地，香港的防守形勢一度變得十分緊張。1914年8月23日，日本加入協約國並對德國宣戰。大日本帝國海軍在亞洲水域有壓倒性的優勢，得以制衡德國艦隊，降低了東亞分艦隊對香港的威脅。11月，英日聯軍（包括從香港出發的凱旋號）佔領德屬膠州。12月，東亞分艦隊的主要艦隻在福克蘭群島海戰遭英國海軍重創，德軍對香港亦已變成毫無威脅。

#### 四國丸號事件
1914年8月12日，港島東部炮台由於過分緊張，對沒有遵守停止航行命令的日本貨輪「四國丸」（／ Shikoku Maru）發炮，導致船上一名水手死亡。四國丸號由於沒有配備無線電，尚未知道一戰已經爆發。英軍擔心它會自沉來破壞港口的運作，故開火警告。

### 廣東軍閥
英國遲遲未能判斷中國對德國的取態。中华民国第一届国会在1917年激辯中德斷交和對德宣戰案，至8月14日第二次段祺瑞内阁終於宣布对德國宣戰，並派出中國勞工旅支援協約國。然而，在香港毗鄰的廣東省，孫中山和廣東軍閥權鬥，雖然彼此不和，但都擁抱中國民族主義，由此英軍視廣東的不穩定政權為「反英」政權，英軍內部開始為廣東軍閥入侵的可能性作準備，在九龍建造臨時戰壕。雖然在1914年底，廣東的政局混亂，對港的威脅減低，但廣東軍閥入侵的可能性至終戰時才徹底消失。。

### 印度裔香港人
英國駐軍司令凱利少將曾經在匯報中提及由英屬印度來到香港的「摩羅差」警察、守衛及印裔居民有著「強烈的反英情緒」，屬於「真正的威脅」。凱利或是受到當時印度獨立運動和德國企圖與印度爭取獨立組織合作的消息影響。儘管如此，印裔香港人在戰時一直保持和平狀態，香港在戰爭時期未有發生種族騷亂，但在英屬海峽殖民地於1915年曾經爆發印度軍兵變。

## 捐款、經濟政策
戰爭期間，殖民政府獲授緊急權力，但僅在1917年使用過一次，以調節商品價格。香港的歐裔人士和華人都有向戰爭慈善基金捐獻，以支持英國的戰事，例如香港企業家周少岐便是戰爭慈善委員會（War Charities Committee）委員。香港居民向英國的「帝國飛機隊」計劃（Imperial Aircraft Flotilla）捐款，購買了兩架皇家飛機製造廠B.E.2雙翼機，分別命名為「香港一號」（HONG KONG, No. 1）和「香港二號」（HONG KONG, No. 2）。香港富有的個人及機構亦向戰爭基金捐款，如何東則捐款以助英國購買兩艘飛機以及數輛救護車。在正常的金錢貢獻之上，港人再共籌得1千萬港元。這包括了在戰爭最後兩年，經物業持有人（大部分為華人）同意後，向他們收取額外7%的附加稅率以籌得的2百萬港元。
在開戰前的1914年5月，政府立例壟斷了鴉片買賣，令到政府收益大為增加。至1918年，政府買賣鴉片的利潤，達至了政府總利潤的46.5%。這令到戰時的香港經濟突飛猛進，香港進入了「戰時繁榮」的局面，香港政府亦因而可提供更多援助金支撐英國繼續進行這場曠持日久的戰爭。在清末民初鴉片買賣成為中國地方收入的主要來源，鴉片輾轉流入成立未久的中華民國，中國地方官員和民國軍閥都積極扩展鸦片生意作为税收来源及軍費開支。

## 反德情緒
在1911年，香港共有5,248名歐洲人，當中有342名德國人。當時在港的德國人口是香港的第二大歐裔人口（第一為英國人）。德國人對香港經濟有重大的影響力，但政治上則幾乎沒有影響力。1914年8月3日，開戰前兩天，駐港德國領事沃列澤茲收到梅含理的電報，指假如英國與德國開戰，梅含理會確保德國人能繼續他們的商業活動，但他們須宣誓表明不會損害英國利益。開戰後的8月5日，梅含理再向沃列澤茲發電報，寫道：
我親愛的沃列澤茲，我悲傷地向你說，最差的情況發生了，我倆的國家向對方開戰了。我願捨棄我的生命，但願這能避免這種災難。
相反地，凱利對在港德國人並不信任。例如，在10月5日，凱利曾向梅含理匯報：
以我來看，在這殖民地中自由活動的各德國人，男或女都好，都可能作出壞事，或會延長戰爭。毫無疑問，他們都在散播謠言，並自然地煽動中國人和印度人反對我們……他們的存在，逼使我們必須更小心，加強保衛重要的地方。我個人並不介意，把所有適合服兵役的德國人都變成了戰俘。
戰爭爆發後的數天內，殖民地政府替敵國人士作假釋協定。在港德人暫時可繼續商業活動，但必須定時向警察報到，只能在某些區域活動，亦不能離開香港。8月12日，倫敦政府下令駐港德國領事館必須關閉，在港的德國及奧地利人暫時由美國領事協助（當時美國尚是中立國）。因應民眾的強烈要求，皇后大道中的德華銀行的普魯士雙頭鷹標誌被移除 。
在開戰後的數個星期內，已經有德國人被捕。他們被送往昂船洲的隔離營監禁。菲利普·威特曼（Philipp Wittmann）本是在德國商船「愛麗絲公主號」（SS Princess Alice）的船員。他在開戰後數天與商船抵達香港，隨後被拘禁。威特曼描述昂船洲的拘留營為「細小、嚴密圍起、荒蕪的空地」，而且經常受到颱風威脅。9月12日，被拘禁者轉移至紅磡附近未興建完成的拘留營。對被拘禁者來說，紅磡拘留營比起昂船洲拘留營的環境較好。如此同時，德籍女士與小孩則被拘留於市區的酒店內，受到酒店廚師和員工的款待。
10月6日，香港立法局通過法例以保證德國公司在某些限制下，能繼續營運。可是在同月，倫敦政府逼使港府通過《與敵貿易條例》（Trading with the Enemy Ordinance），容許港府防止、偵測和懲罰居民與敵人之間的任何貿易行為，並能清算敵人在銀行的資產。港府以此法例為法律基礎，對所有在港德國公司進行清盤，並沒收大量德人物業和財產。在10月底，德國方面宣布後備軍事動員，使港府發出對德人發出拘禁令。10月31日，德籍女士、小孩及在兵役年齡之上的老人被命令離開香港至上海公共租界或馬尼拉。餘下的德國人，均在德國後備軍名單上，他們全數被拘禁。
11月，協約國在青島戰役後，佔領了德國膠州灣租借地，在膠州的德國人亦有人被轉移至香港拘留。被拘禁者被允許慶祝聖誕，1915年的新年則舉辦了假面舞會。1915年1月27日，被拘禁者秘密慶祝了德皇威廉二世的生辰。翌日，因倫敦政府得知德國處理英國戰俘的手法，決定作報復性行動，減少被拘禁者的糧食。被拘禁者投訴說，他們在港期間像咕喱一樣被看待，令德國政府向美國作出投訴。2月，美國派出總領事安達臣（George E. Anderson）巡視拘留營。在英方陪同下的巡視完結後，安達臣表示拘留營的生活情況「可接受」。2月17日，5名被拘禁者在興建劇院小屋的土製舞台時，利用工具掘出180英尺的隧道，並嘗試逃脫。當中一人在逃脫期間被槍擊後被捕，另一人在18日於上水的火車軌附近尋回。其餘3人在19日晚上九時於樟樹灘附近被捕，他們當時正嘗試逃往中國邊境。5月21日再有另一人嘗試逃脫。他在往牙科檢查途中借用洗手間，期間從洗手間逃脫，可是在當晚已尋回。紅磡拘留營亦繼續受到颱風的困擾。其中在1915年10月30日，被拘禁者需要前往槍會山軍營躲避颱風。
1916年1月，被拘禁者全數乘坐「帝國號」（SS Empire），前往澳洲霍爾斯沃斯的另一個拘留營。戰事完結後，他們被驅逐出境並回到德國，他們的物業和財產則一直沒有退還。
人數方面，昂船洲拘留營共計226名被拘禁者。轉移到紅磡拘留營後，人數為則「約200人」。離港時，被拘禁者共計超過300人，包括了7名女士及13名小童。被拘禁的著名人士包括捷成洋行的創辦人雅各布·捷成。

## 後續
在開戰後的數個星期內，有約6萬至10萬名香港華人因擔心戰禍波及香港，逃難至中國廣東省。歐裔人口也下降（從1914年的20,710人降至1919年的13,600人）。然而，香港整體人口於戰時有大幅的增長，由從1914年的501,304人上升至1919年的598,100人。
戰事於1919年7月正式完結後，香港人以煙花、車隊和遊行大肆慶祝。雖然看似歌舞昇平，但是香港經濟正經歷嚴重通脹，主要原因為戰時的物資短缺以及人口的減速增長，導致物價和租金上升。慶祝後的一星期，因暹羅的稻米欠收、法屬印度支那和英屬印度收緊稻米出口、日本對大米的需求急速上升，爆發1919年香港搶米風潮 。
因有歐洲人在戰時離開香港參與戰爭，令到華人可以打入傳統上由歐洲人主導的行業，例如銀行業和航運業。1914年至1919年間，共有3間主要的華人銀行成立，包括東亞銀行。同時，由於德國人在港業務受到嚴重的打擊，英國和協約國商人取代了德國商人的業務。德國人活動受打擊的嚴重程度，可從1921年只有3名德國人在港的情況得知 。

### 網頁
1. 1 2 3  . Watershed Hong Kong. 2020-10-21  [2024-02-09]. （原始内容存档于2020-11-28）.
2. ↑   (PDF) (p.94). HONGKONG LEGISLATIVE COUNCIL. 1917-10-11  [2024-02-16]. （原始内容存档 (PDF)于2024-02-16）.
3. 1 2 3 4 5 6 7 8 9 10 11 12 13 14 15 16 17 18 19 20 21 22 23  Kwong 2020.
4. 1 2  Kwong 2014，第24-25頁.
5. 1 2 3 4 5 6 7 8 9 10  Tsang 2004，第85–87頁.
6. 1 2 3 4 5 6 7  Carroll 2007，第86-87頁.
7. ↑  《The register of the Hongkong memorial: commemorating the Chinese of the merchant navy and others in British service who died in the Great War and whose graves are not known》，London: Imperial War Graves Commission, 1931, page 3. 轉引自Kwong 2018 pp.58-59.
8. ↑   (PDF). 中南大学学报(社会科学版). 2017, (1)  [2021-01-22]. （原始内容存档 (PDF)于2021-01-02）.
9. ↑  Kwong 2014，第25-26頁.
10. 1 2  Carroll 2006，第532頁.
11. ↑  The Imperial Aircraft Flotilla 1916，第16頁.
12. ↑  Holman 2014.
13. ↑  United Nations Office on Drugs and Crime, Bulletin on Narcotics: A Century of International Drug Control (Vienna, Austria: 2010) pp. 57–58 （页面存档备份，存于）
14. 1 2 3 4 5  Heaver 2014.
15. 1 2 3 4 5 6 7 8 9  Smith 1994，第53-55頁.
16. 1 2 3  Cockhill 2020.
17. 1 2 3 4 5 6 7 8  Wittmann 1919.
18. 1 2 3  Monteath 2018，第47–48頁.
19. 1 2 3  Murply 2017，第159-160頁.
20. ↑  TNA 1915.
21. ↑  港識多史 2023.

### 書目
- 鄺智文. . 三聯書店(香港). 2018. ISBN 9789620435638.

- Carroll, John M. . Modern Asian Studies. May 2006, 40 (2): 517–543  [2020-12-30]. JSTOR 3876493. （原始内容存档于2021-09-29）.
- Carroll, John Mark. . Rowman & Littlefield. 2007. ISBN 978-0-7425-3422-3.
- Corkhill, Anna. . State Library of NSW. 2020-03-12  [2021-01-01]. （原始内容存档于2020-10-30）.
- Heaver, Stuart. . 南華早報 (Hong Kong: SCMP Publishers). 2014-01-25  [2020-12-31]. （原始内容存档于2018-06-04）.
- Holman, Brett. . Airminded. 2014-06-15  [2020-12-30]. （原始内容存档于2014-06-15）.
- The Imperial Aircraft Flotilla. . London: The Over-Seas Club. 1916.
- Kwong, Chi Man. . Journal of the Royal Asiatic Society Hong Kong Branch. 2014, 54: 7–32  [2020-12-30]. JSTOR jroyaaisasocihkb.54.7.
- Kwong, Chi Man. . Daniel, Ute; Gatrell, Peter; Janz, Oliver; Jones, Heather; Keene, Jennifer; Kramer, Alan; Nasson, Bill  (编). . Berlin: Freie Universität Berlin. 2020-01-16  [2020-12-30]. doi:10.15463/ie1418.11449. （原始内容存档于2020-10-12）.
- Monteath, Peter. . Canberra: National Library of Australia. 2018-08-01. ISBN 978-0-642-27924-8.
- Murphy, Mahon. . Cambridge University Press. 2017-09-07. ISBN 978-1-108-41807-2.
- Smith, Carl T. . Journal of the Hong Kong Branch of the Royal Asiatic Society. 1994, 34: 1–55  [2020-12-31]. JSTOR 23889983.
- TNA. . 英國國家檔案館. 1915  [2021-01-01]. （原始内容存档于2021-01-01）.
- Tsang, Steve. . Bloomsbury Academic. 2004  [2021-01-02]. ISBN 978-1-86064-184-8. （原始内容存档于2020-08-03）.
- Wittmann, Philipp.  (PDF). 新南威爾斯州立圖書館. 1919  [2021-01-01]. （原始内容 (PDF)存档于2021-01-01）.
- 港識多史. .   [2023-02-10]. （原始内容存档于2023-06-04）.